# Menzies-Stachelnasenbeutler

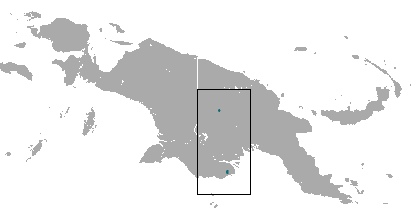
Grüne Punkte im Rechteck, die Fundorte von
Menzies-Stachelnasenbeutler

Der Menzies-Stachelnasenbeutler (Echymipera echinista) ist eine wenig bekannte Beuteltierart aus Neuguinea, von der bisher nur zwei Exemplare gefunden wurden.

## Merkmale
Bisher wurden lediglich zwei weibliche Exemplare des Menzies-Stachelnasenbeutlers gefunden und vermessen. Sie hatten eine Kopfrumpflänge von 32,8 bzw. 39 cm. Eines der Tiere hatte einen 10 cm langen Schwanz und ein Gewicht von 1 kg. Maße für männliche Tiere liegen nicht vor. Die Schnauze der Tiere ist sehr schmal und lang. Ein dunkler Augenstrich verläuft durch die Augen und endet an der Ohrenbasis. Die Ohren sind abgerundet und stehen deutlich aus dem Fell hervor. Im Unterschied zu allen anderen Stachelnasenbeutlern fehlen dem Menzies-Stachelnasenbeutler die weichen Haare im Fell, das somit ausschließlich aus borstigen bzw. stacheligen Haaren besteht.

## Lebensraum und Lebensweise
Die beiden wissenschaftlich untersuchten Exemplare von Menzies-Stachelnasenbeutler wurden in Galeriewäldern südlich der Mündung des Fly im südlichen Tiefland von Neuguinea 40 bzw. 80 Meter über dem Meeresspiegel gefunden. Ein drittes Exemplar, das der Art zugeordnet wurde, wurde in den Bergen Zentralneuguineas in einer Höhe von 1000 Meter gefangen. Die Zuordnung dieses Exemplars gilt als unsicher. Nasenbeutler sind für gewöhnlich Allesfresser. Die schmale, lange Schnauze und die dreieckigen Molaren deuten bei Menzies-Stachelnasenbeutler allerdings auf eine insektenfressende Ernährungsweise hin. Über das Fortpflanzungsverhalten und das sonstige Verhalten ist bisher nichts bekannt.

## Gefährdung
Für die IUCN liegen zu wenige Daten vor, um den Status der Art zu beurteilen. Die Art ist anscheinend selten und die Ausdehnung des Verbreitungsgebietes ist bisher nicht bekannt. Der bekannte Lebensraum an der Mündung des Fly ist noch weitgehend intakt. Möglicherweise gefährden verwilderte Hunde den Bestand der Art.

## Belege
1. 1 2 3  Christopher Dickman: Family Peramelidae (Bandicoots and Echymiperas). in Don E. Wilson, Russell A. Mittermeier: Handbook of the Mammals of the World – Volume 5. Monotremes and Marsupials. Lynx Editions, 2015, ISBN 978-84-96553-99-6, Seite 395.
2. ↑  Echymipera echinista in der Roten Liste gefährdeter Arten der IUCN 2016. Eingestellt von: Leary, T., Wright, D., Hamilton, S., Singadan, R., Menzies, J., Bonaccorso, F., Salas, L., Seri, L., Dickman, C., Helgen, K. & Aplin, K., 2016. Abgerufen am 2. September 2018.